# Elisabetta Vignotto
Elisabetta "Betty" Vignotto (Venecia, Italia; 13 de enero de 1954) es una exjugadora de la Selección Italiana que participó en la Copa del Mundo de 1971, en México. Jugó en la posición de delantera durante toda su carrera. “Betty”, como le apodan, está considerada una de las pioneras del futbol femenil en Italia. Actualmente cubre el cargo de presidenta del U. S. Sassuolo Femenino.

## Carrera
Comenzó a jugar futbol en las calles de San Donà di Piave, y a los 16 años la vio Gianfranco Bediny quien la llevó a Milán. Con el equipo Gommagomma de Milán ganó el tercer campeonato de la FIGC (Federación Italiana de Futbol), y un año después lo ganó con la Real Juventus de Turín. 
Después de la reunificación de las federaciones deportivas femeninas, venció cuatro campeonatos más. 

En su carrera estuvo en diferentes equipos de la Serie A. En 1986 le dijo a La Republicca: 
Hasta ahora he cambiado de equipo diez veces. Pero no es que sea caprichosa. Los equipos se separan. 
El Reggiana en parte gracias a ella consolido una estructura corporativa estable, el equipo que anteriormente se llamaba Reggiana Refrattari Zambelli por la familia que lo poseía, la contrato para que pasara ahí sus últimos años de carrera y cuando terminó su carrera le ofrecieron un puesto como gerente en 1991. Tras la muerte de la fundadora, Betty VIgnotto se convirtió en presidenta del club, pero con el nombre de Reggiana Femenino.

## Nacional
Con la Selección Italiana Femenil (1971-1989) presume de 107 goles en 109 partidos disputados, éstos la sitúan en el tercer puesto del ranking de las mejores goleadoras de todos los tiempos de la selección azul tras Patricia Panico (107 goles) y Carolina Morace (105 goles). 
La FIFA sugiere que hizo 110 apariciones, y el sitio web de la Federación Italiana de Futbol no admite esto, sugiriendo 97 goles en 95 partidos. Según el Dizionario del Calcio Italiano, marcó 467 goles en 461 apariciones en la Serie A.

## Palmarés
Fue incluida en el Salón de la Fama Italiano en la categoría de: Futbolista Italiana 2017.